# Севен-Майл-Крік (Вісконсин)
Севен-Майл-Крік (англ. Seven Mile Creek) — місто (англ. town) в США, в окрузі Джуно штату Вісконсин. Населення — 348 осіб (2020).

## Демографія
Згідно з переписом 2010 року, у місті мешкало 358 осіб у 155 домогосподарствах у складі 88 родин. Було 203 помешкання
Расовий склад населення:
| - 97,8 % — білих - 1,1 % — корінних американців - 0,6 % — азіатів |

До двох чи більше рас належало 0,3 %. Частка іспаномовних становила 1,1 % від усіх жителів.
За віковим діапазоном населення розподілялося таким чином: 20,7 % — особи молодші 18 років, 60,0 % — особи у віці 18—64 років, 19,3 % — особи у віці 65 років та старші. Медіана віку мешканця становила 47,0 року. На 100 осіб жіночої статі у місті припадало 129,5 чоловіків;  на 100 жінок у віці від 18 років та старших — 123,6 чоловіків також старших 18 років.
Середній дохід на одне домашнє господарство  становив 63 705 доларів США (медіана — 53 000), а середній дохід на одну сім'ю — 74 946 доларів (медіана — 66 250). Медіана доходів становила 48 750 доларів для чоловіків та 33 750 доларів для жінок. За межею бідності перебувало 13,3 % осіб, у тому числі 13,2 % дітей у віці до 18 років та 9,6 % осіб у віці 65 років та старших.
Цивільне працевлаштоване населення становило 152 особи. Основні галузі зайнятості: виробництво — 21,1 %, мистецтво, розваги та відпочинок — 15,8 %, роздрібна торгівля — 11,8 %, освіта, охорона здоров'я та соціальна допомога — 11,2 %.